# Ophiobolus vulgaris
Ophiobolus vulgaris är en svampart som beskrevs av Sacc. 1881. Ophiobolus vulgaris ingår i släktet Ophiobolus och familjen Leptosphaeriaceae.   Inga underarter finns listade i Catalogue of Life.